# Georg Cronsioe
Carl Georg Lorents Cronsioe, född den 7 mars 1923 i Malmö, död där den 18 juni 2002, var en svensk jurist. Han var son till Severin Cronsioe.
Cronsioe avlade studentexamen 1941 och juris kandidatexamen vid Lunds universitet 1947. Efter tjänstgöring vid advokatbyrå i Malmö sistnämnda år genomförde han tingstjänstgöring i Ingelstads och Järrestads domsaga 1947–1949. Cronsioe började tjänstgöra i Skånska hovrätten sistnämnda år, blev tillförordnad hovrättsfiskal 1950, tingssekreterare i Östra och Medelsta domsaga 1951, adjungerad ledamot av Skånska hovrätten 1956, extra ordinarie hovrättsassessor 1959 och tillförordnad revisionssekreterare 1959. Han blev tingsdomare i Västra Göinge domsaga 1960, rådman i Hässleholms tingsrätt 1971, hovrättsråd i Skånska hovrätten 1975 och vice ordförande på avdelning där 1983. Cronsioe blev riddare av Nordstjärneorden 1964. Han vilar på Limhamns kyrkogård.